# All-American Girls Professional Baseball League 1944
La All-American Girls Professional Baseball League 1944 è stata una stagione di baseball statunitense femminile.

## Squadre partecipanti
| Squadra                 | Città                  |
| ----------------------- | ---------------------- |
| Kenosha Comets          | Kenosha, Wisconsin     |
| Milwaukee Chicks        | Milwaukee, Wisconsin   |
| Minneapolis Millerettes | Minneapolis, Minnesota |
| Racine Belles           | Racine, Wisconsin      |
| Rockford Peaches        | Rockford, Illinois     |
| South Bend Blue Sox     | South Bend, Indiana    |

## Classifiche

### Primo semestre
| Classifica | Squadra                 | Vittorie | Sconfitte | %    | GB  |
| ---------- | ----------------------- | -------- | --------- | ---- | --- |
| 1          | Kenosha Comets          | 36       | 23        | .610 | –   |
| 2          | South Bend Blue Sox     | 33       | 25        | .569 | 2½  |
| 3          | Milwaukee Chicks        | 30       | 26        | .536 | 4½  |
| 4          | Racine Belles           | 28       | 32        | .467 | 8½  |
| 5          | Rockford Peaches        | 24       | 32        | .429 | 10½ |
| 6          | Minneapolis Millerettes | 23       | 36        | .390 | 13  |

### Secondo semestre
| Classifica | Squadra                 | Vittorie | Sconfitte | %    | GB  |
| ---------- | ----------------------- | -------- | --------- | ---- | --- |
| 1          | Milwaukee Chicks        | 40       | 19        | .678 | –   |
| 2          | South Bend Blue Sox     | 31       | 27        | .534 | 8½  |
| 3          | Rockford Peaches        | 29       | 28        | .509 | 10  |
| 4          | Kenosha Comets          | 26       | 31        | .456 | 13  |
| 5          | Racine Belles           | 25       | 32        | .439 | 14  |
| 6          | Minneapolis Millerettes | 22       | 36        | .379 | 17½ |

### Punteggio composto
| Classifica | Squadra                 | Vittorie | Sconfitte | %    | GB  |
| ---------- | ----------------------- | -------- | --------- | ---- | --- |
| 1          | Milwaukee Chicks        | 70       | 45        | .609 | –   |
| 2          | South Bend Blue Sox     | 64       | 52        | .552 | 6½  |
| 3          | Kenosha Comets          | 62       | 54        | .469 | 8½  |
| 4          | Rockford Peaches        | 53       | 60        | .456 | 16  |
| 5          | Racine Belles           | 53       | 64        | .453 | 18  |
| 6          | Minneapolis Millerettes | 45       | 72        | .385 | 26½ |

## Postseason
| Partita | Squadre                           | Punteggio |
| ------- | --------------------------------- | --------- |
| 1       | Milwaukee Chicks @ Kenosha Comets | 2 4       |
| 2       | Kenosha Comets @ Milwaukee Chicks | 4 1       |
| 3       | Milwaukee Chicks @ Kenosha Comets | 7 0       |
| 4       | Kenosha Comets @ Milwaukee Chicks | 1 7       |
| 5       | Milwaukee Chicks @ Kenosha Comets | 0 9       |
| 6       | Kenosha Comets @ Milwaukee Chicks | 1 2       |
| 7       | Milwaukee Chicks @ Kenosha Comets | 3 0       |